# بوزور آشور الثالث
«بوزور آشور الثالث» كان عاهل آشور من 1503 ق.م. حتى 1479 ق.م.، حسب قائمة ملوك آشور، كان بوزور ابن وخليفة آشور نيراري الأول وحكم لمدة 24 عاماً. كما أنه أول ملك آشوري في التاريخ المتزامن، حيث وُصف بأنه عاصر الملك بورنا بورياش الأول في بابل. وجدت القليل من النقوش التي تعود لعهده في آشور (مدينة). أعاد بناء جزء من معبد عشتار في عاصمته آشور والأجزاء الجنوبية من سور المدينة.
| سبقه آشور نيراري الأول | ملك آشور 1503 ق.م. - 1479 ق.م. | تبعه انليل ناصر الأول |